# Monster truck

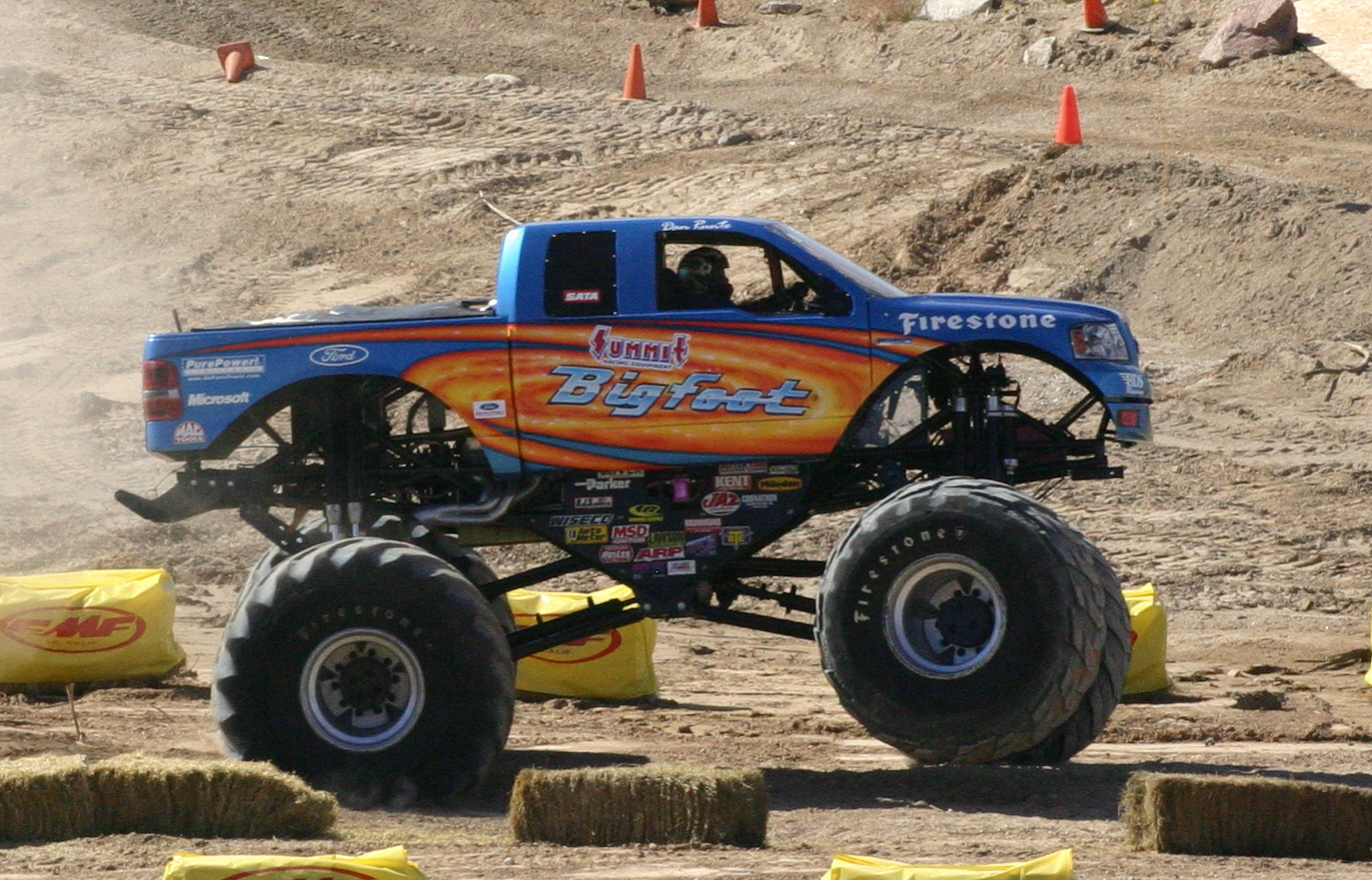
Monster truck Bigfoot na bazie Forda F-250

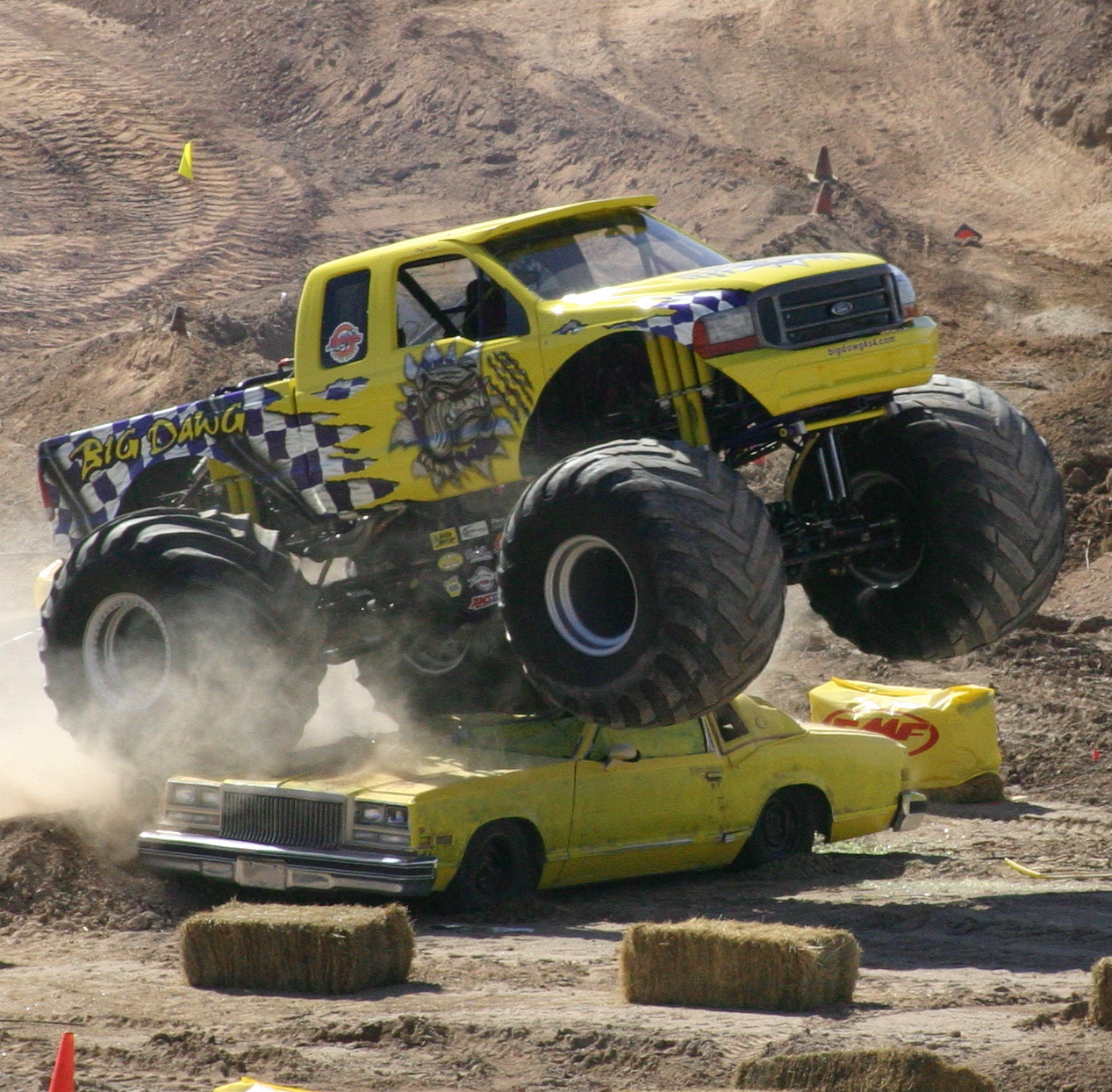
Big Dawg

Monster truck – samochód przypominający pick-up, jednak dużo większy. Powstały po przebudowaniu z innego pick-upa bądź zbudowany specjalnie od podstaw. Posiada wysokie zawieszenie i bardzo duże koła, zdecydowanie większe niż w klasycznych samochodach. Wykorzystywany do pokazów i wyścigów, z reguły polegających na niszczeniu zwykłych samochodów osobowych.

## Historia
- Pierwszy monster truck powstał w 1974 roku w USA, jego konstruktorem był Bob Chandler. Zbudował on na bazie Forda F-250 pojazd na kołach z maszyny rolniczej. Aby zamontować koła takich rozmiarów, musiał zrobić bardzo wysokie zawieszenie – stąd się wzięła właśnie nazwa Bigfoot (ang. wielka stopa). Pierwsze pokazy w USA odbyły się w 1982 roku.
- Pierwsze zawody to przejazdy po wrakach samochodów bez pomiarów czasu. Prawdziwe wyścigi odbyły się 1984 roku.
- W 1987 roku powstała organizacja, która reguluje zasady wyścigów monsterów. Nazywa się United States Hot Rod Association. Organizacja ta czuwa nad bezpieczeństwem zawodów, opracowała przepisy dotyczące wyścigów i wymogi techniczne pojazdów.

Samochody muszą mieć trzy wyłączniki bezpieczeństwa, z czego jeden zdalny. Pojemność skokowa silników jest ograniczona do 9400 cm³.
Jednym z najważniejszych elementów konstrukcyjnych monster trucków jest zawieszenie. Musi ono przenosić zarówno potężne obciążenia powstające z warunków konstrukcyjnych pojazdu jak również obciążenia wytworzone podczas pokazów, szczególnie podczas skoków. Często zdarza się, że zawieszenie nie wytrzymuje nacisku sił i ulega uszkodzeniu bądź całkowitemu zniszczeniu. Konstrukcja zawieszenia pomimo pozornie lekkiej konstrukcji jest wytrzymała, zdolna do amortyzacji wysokich skoków z ramp.
Pokazy monster trucków niosą ze sobą duże ryzyko dla ich kierowców. Dlatego, podobnie jak w samochodach wyścigowych, montuje się pod poszyciem karoserii klatkę bezpieczeństwa, której konstrukcja jest zorientowana na zapewnienie siedzącemu wewnątrz człowiekowi ochrony w razie wywrotki bądź kraksy, ograniczając możliwość zmiażdżenia kabiny kierowcy.
Przykładowo, pojazd Devils Dodge jest napędzany metanolem, ma silnik o mocy około 1500 koni mechanicznych, amortyzatory wypełnione azotem i koła o średnicy 66 cali (około 167 cm). Jego silnik może działać do 2 minut, dłuższe działanie może doprowadzić do przegrzania silnika i poważnie go uszkodzić.